# Première circonscription de la Côte-d'Or
La première circonscription de la Côte-d'Or est l'une des 5 circonscriptions législatives françaises que compte le département de la Côte-d'Or (21) situé en région Bourgogne-Franche-Comté.

## Description géographique et démographique

### De 1958 à 1986
La première circonscription de la Côte-d'Or était composée de :
- Canton d'Auxonne
- Canton de Dijon-Sud
- Canton de Dijon-Ouest
- Canton de Genlis
- Canton de Gevrey-Chambertin

Source : Journal Officiel du 14-15 Octobre 1958.

### Depuis 1988
La première circonscription de la Côte-d'Or est délimitée par le découpage électoral de la loi no 86-1197 du 24 novembre 1986, elle regroupe les divisions administratives suivantes :  
- Canton de Dijon V
- Canton de Dijon VI
- Canton de Dijon VII
- Canton de Fontaine-lès-Dijon.

D'après le recensement général de la population en 1999, réalisé par l'Institut national de la statistique et des études économiques (INSEE), la population totale de cette circonscription est estimée à 107597 habitants,.

## Historique des députations
| Législature | Début de mandat | Fin de mandat  | Député                 | Parti politique | Observations                                                                           |
| ----------- | --------------- | -------------- | ---------------------- | --------------- | -------------------------------------------------------------------------------------- |
| IXe         | 23 juin 1988    | 1er avril 1993 | Robert Poujade,        | RPR,            |                                                                                        |
| Xe          | 2 avril 1993    | 21 avril 1997  | Robert Poujade,        | RPR,            | Mandat écourté à la suite d'une dissolution parlementaire décidée par Jacques Chirac.  |
| XIe         | 12 juin 1997    | 18 juin 2002   | Robert Poujade,        | RPR,            |                                                                                        |
| XIIe        | 19 juin 2002    | 19 juin 2007   | Bernard Depierre,      | UMP,            |                                                                                        |
| XIIIe       | 20 juin 2007    | 19 juin 2012   | Bernard Depierre,      | UMP,            |                                                                                        |
| XIVe        | 20 juin 2012    | 20 juin 2017   | Laurent Grandguillaume | PS              | Conseiller général de la Côte d'Or                                                     |
| XVe         | 21 juin 2017    | 21 juin 2022   | Didier Martin          | LREM            |                                                                                        |
| XVIe        | 22 juin 2022    | 9 juin 2024    | Didier Martin          | LREM            | Mandat écourté à la suite d'une dissolution parlementaire décidée par Emmanuel Macron. |
| XVIIe       | 8 Juillet 2024  |                | Océane Godard          | PS              |                                                                                        |

## Historique des élections

### Élections de 1958
| Candidat       | Candidat       | Parti          | Premier tour | Premier tour | Second tour | Second tour |  |
| Candidat       | Candidat       | Parti          | Voix         | %            | Voix        | %           |  |
| -------------- | -------------- | -------------- | ------------ | ------------ | ----------- | ----------- |  |
|                | Félix Kir élu  | CNIP           | 19 892       | 43,55        | 24 323      | 57,99       |  |
|                | Pierre Moreau  | Modérés        | 6 578        | 14,4         | 10 595      | 25,26       |  |
|                | Marcel Caignol | PCF            | 6 055        | 13,26        | 7 025       | 16,75       |  |
|                | Eugène Marlot  | SFIO           | 5 759        | 12,61        | Retrait     | Retrait     |  |
|                | Jean Michelin  | UNR            | 4 477        | 9,8          | Retrait     | Retrait     |  |
|                | Paul Loquin    | Modérés        | 2 916        | 6,38         | Retrait     | Retrait     |  |
|                |                |                |              |              |             |             |  |
| Inscrits       | Inscrits       | Inscrits       | 61 906       | 100,00       | 61 904      | 100,00      |  |
| Abstentions    | Abstentions    | Abstentions    | 15 260       | 24,65        | 18 400      | 29,72       |  |
| Votants        | Votants        | Votants        | 46 646       | 75,35        | 43 504      | 70,28       |  |
| Blancs et nuls | Blancs et nuls | Blancs et nuls | 969          | 2,08         | 1 561       | 3,59        |  |
| Exprimés       | Exprimés       | Exprimés       | 45 677       | 97,92        | 41 943      | 96,41       |  |

Le suppléant de Félix Kir était le Docteur Jean Veillet, conseiller général, adjoint au maire de Dijon.

### Élections de 1962
| Candidat       | Candidat                | Parti          | Premier tour | Premier tour | Second tour | Second tour |  |
| Candidat       | Candidat                | Parti          | Voix         | %            | Voix        | %           |  |
| -------------- | ----------------------- | -------------- | ------------ | ------------ | ----------- | ----------- |  |
|                | Félix Kir sortant réélu | CNIP           | 13 229       | 33,94        | 20 958      | 54,48       |  |
|                | Robert Poujade          | UNR-UDT        | 12 554       | 32,21        | 17 511      | 45,52       |  |
|                | Marcel Caignol          | PCF            | 6 361        | 16,32        | Retrait     | Retrait     |  |
|                | Xavier Peretti          | SFIO           | 5 205        | 13,35        | Retrait     | Retrait     |  |
|                | René Dumas              | MRP            | 1 628        | 4,18         |             |             |  |
|                |                         |                |              |              |             |             |  |
| Inscrits       | Inscrits                | Inscrits       | 64 181       | 100,00       | 64 179      | 100,00      |  |
| Abstentions    | Abstentions             | Abstentions    | 24 118       | 37,58        | 23 254      | 36,23       |  |
| Votants        | Votants                 | Votants        | 40 063       | 62,42        | 40 925      | 63,77       |  |
| Blancs et nuls | Blancs et nuls          | Blancs et nuls | 1 086        | 2,71         | 2 456       | 6           |  |
| Exprimés       | Exprimés                | Exprimés       | 38 977       | 97,29        | 38 469      | 94          |  |

Le suppléant de Félix Kir était André Bourland, industriel, adjoint au maire de Dijon.

### Élections de 1967
| Candidat       | Candidat           | Parti          | Premier tour | Premier tour | Second tour | Second tour |  |
| Candidat       | Candidat           | Parti          | Voix         | %            | Voix        | %           |  |
| -------------- | ------------------ | -------------- | ------------ | ------------ | ----------- | ----------- |  |
|                | Robert Poujade élu | UD-Ve          | 14 904       | 29,52        | 26 835      | 56,78       |  |
|                | Robert Levavasseur | Modérés        | 13 126       | 26           | Retrait     | Retrait     |  |
|                | Marcel Caignol     | PCF            | 9 133        | 18,09        | 20 426      | 43,22       |  |
|                | Maurice Fourrier   | FGDS (SFIO)    | 9 103        | 18,03        | Retrait     | Retrait     |  |
|                | René Dumas         | CD (PDM)       | 4 215        | 8,35         |             |             |  |
|                |                    |                |              |              |             |             |  |
| Inscrits       | Inscrits           | Inscrits       | 68 942       | 100,00       | 68 943      | 100,00      |  |
| Abstentions    | Abstentions        | Abstentions    | 17 500       | 25,38        | 18 431      | 26,73       |  |
| Votants        | Votants            | Votants        | 51 442       | 74,62        | 50 512      | 73,27       |  |
| Blancs et nuls | Blancs et nuls     | Blancs et nuls | 961          | 1,87         | 3 251       | 6,44        |  |
| Exprimés       | Exprimés           | Exprimés       | 50 481       | 98,13        | 47 261      | 93,56       |  |

Le suppléant de Robert Poujade était René Blas, chef d'entreprise, conseiller municipal de Dijon.

### Élections de 1968
|                | Robert Poujade sortant réélu | UDR (URP)      | 26 267 | 50,73  |  |  |  |
|                | Maurice Fourrier             | FGDS (SFIO)    | 8 705  | 16,81  |  |  |  |
|                | Marcel Caignol               | PCF            | 7 514  | 14,51  |  |  |  |
|                | Jean-Édouard Rochas          | CD (PDM)       | 6 526  | 12,6   |  |  |  |
|                | Gilbert Pigeon               | PSU            | 2 763  | 5,34   |  |  |  |
|                |                              |                |        |        |  |  |  |
| Inscrits       | Inscrits                     | Inscrits       | 69 250 | 100,00 |  |  |  |
| Abstentions    | Abstentions                  | Abstentions    | 16 913 | 24,42  |  |  |  |
| Votants        | Votants                      | Votants        | 52 337 | 75,58  |  |  |  |
| Blancs et nuls | Blancs et nuls               | Blancs et nuls | 562    | 1,07   |  |  |  |
| Exprimés       | Exprimés                     | Exprimés       | 51 775 | 98,93  |  |  |  |

Le suppléant de Robert Poujade était René Blas. René Blas remplaça Robert Poujade, nommé membre du gouvernement, du 8 février 1971 au 1er avril 1973.

### Élections de 1973
| Candidat       | Candidat                     | Parti          | Premier tour | Premier tour | Second tour | Second tour |  |
| Candidat       | Candidat                     | Parti          | Voix         | %            | Voix        | %           |  |
| -------------- | ---------------------------- | -------------- | ------------ | ------------ | ----------- | ----------- |  |
|                | Robert Poujade sortant réélu | UDR (URP)      | 27 455       | 45,3         | 32 419      | 53,36       |  |
|                | Maurice Fourrier             | PS (UGSD)      | 14 174       | 23,39        | 28 337      | 46,64       |  |
|                | Guy Hermier                  | PCF            | 9 666        | 15,95        | Retrait     | Retrait     |  |
|                | Jean Bozo                    | CD (MR)        | 7 097        | 11,71        |             |             |  |
|                | François Chaudat             | LO             | 1 588        | 2,62         |             |             |  |
|                | Annick Bony                  | OCT            | 624          | 1,03         |             |             |  |
|                |                              |                |              |              |             |             |  |
| Inscrits       | Inscrits                     | Inscrits       | 78 110       | 100,00       | 78 111      | 100,00      |  |
| Abstentions    | Abstentions                  | Abstentions    | 16 372       | 20,96        | 15 651      | 20,04       |  |
| Votants        | Votants                      | Votants        | 61 738       | 79,04        | 62 460      | 79,96       |  |
| Blancs et nuls | Blancs et nuls               | Blancs et nuls | 1 134        | 1,84         | 1 704       | 2,73        |  |
| Exprimés       | Exprimés                     | Exprimés       | 60 604       | 98,16        | 60 756      | 97,27       |  |

Le suppléant de Robert Poujade était René Blas. René Blas remplaça Robert Poujade, nommé membre du gouvernement, du 6 mai 1973 au 2 avril 1978.

### Élections de 1978
| Candidat       | Candidat                     | Parti          | Premier tour | Premier tour | Second tour | Second tour |  |
| Candidat       | Candidat                     | Parti          | Voix         | %            | Voix        | %           |  |
| -------------- | ---------------------------- | -------------- | ------------ | ------------ | ----------- | ----------- |  |
|                | Robert Poujade sortant réélu | RPR            | 35 939       | 48,56        | 40 106      | 53,34       |  |
|                | Roland Carraz                | PS             | 20 308       | 27,44        | 35 083      | 46,66       |  |
|                | Alain Thérouse               | PCF            | 9 505        | 12,84        |             |             |  |
|                | Philippe Pernin              | Écologie 78    | 3 396        | 4,59         |             |             |  |
|                | Pierre Hazard                | Divers droite  | 1 463        | 1,98         |             |             |  |
|                | Yves Lavarelo                | Extrême droite | 1 195        | 1,61         |             |             |  |
|                | Jean-Pierre Debourdeau       | LCR            | 818          | 1,11         |             |             |  |
|                | Monique Niang                | LO             | 655          | 0,89         |             |             |  |
|                | Émile Serfati                | PSU (FA)       | 570          | 0,77         |             |             |  |
|                | Agnès Salomon                | UOPDP          | 159          | 0,21         |             |             |  |
|                |                              |                |              |              |             |             |  |
| Inscrits       | Inscrits                     | Inscrits       | 89 985       | 100,00       | 89 980      | 100,00      |  |
| Abstentions    | Abstentions                  | Abstentions    | 14 975       | 16,64        | 13 603      | 15,12       |  |
| Votants        | Votants                      | Votants        | 75 010       | 83,36        | 76 377      | 84,88       |  |
| Blancs et nuls | Blancs et nuls               | Blancs et nuls | 1 002        | 1,34         | 1 188       | 1,56        |  |
| Exprimés       | Exprimés                     | Exprimés       | 74 008       | 98,66        | 75 189      | 98,44       |  |

Le suppléant de Robert Poujade était Pierre Barbier, adjoint au maire de Dijon, conseiller général du canton de Dijon-5, Président de la Commission départementale du Conseil général.

### Élections de 1981
| Candidat       | Candidat               | Parti          | Premier tour | Premier tour | Second tour | Second tour |  |
| Candidat       | Candidat               | Parti          | Voix         | %            | Voix        | %           |  |
| -------------- | ---------------------- | -------------- | ------------ | ------------ | ----------- | ----------- |  |
|                | Robert Poujade sortant | RPR (UNM)      | 31 814       | 48,93        | 35 508      | 49,15       |  |
|                | Roland Carraz élu      | PS             | 28 321       | 43,56        | 36 738      | 50,85       |  |
|                | Ginette Despretz       | PCF            | 4 251        | 6,54         |             |             |  |
|                | Monique Niang          | LO             | 631          | 0,97         |             |             |  |
|                |                        |                |              |              |             |             |  |
| Inscrits       | Inscrits               | Inscrits       | 94 171       | 100,00       | 94 166      | 100,00      |  |
| Abstentions    | Abstentions            | Abstentions    | 28 610       | 30,38        | 21 340      | 22,66       |  |
| Votants        | Votants                | Votants        | 65 561       | 69,62        | 72 826      | 77,34       |  |
| Blancs et nuls | Blancs et nuls         | Blancs et nuls | 544          | 0,83         | 580         | 0,8         |  |
| Exprimés       | Exprimés               | Exprimés       | 65 017       | 99,17        | 72 246      | 99,2        |  |

Le suppléant de Roland Carraz était Jean Esmonin, chef de service à l'Union départementale des sociétés mutualistes, conseiller général. Jean Esmonin remplaça Roland Carraz, nommé membre du gouvernement, du 25 avril 1983 au 1er avril 1986.

### Élections de 1988
|                | Robert Poujade sortant réélu | RPR (URC)      | 19 949 | 51,95  |  |  |  |
|                | François Rebsamen            | PS             | 13 517 | 35,2   |  |  |  |
|                | Pierre-Marie Giroux          | FN             | 3 159  | 8,23   |  |  |  |
|                | Pierre Bertholomey           | PCF            | 1 776  | 4,62   |  |  |  |
|                |                              |                |        |        |  |  |  |
| Inscrits       | Inscrits                     | Inscrits       | 58 785 | 100,00 |  |  |  |
| Abstentions    | Abstentions                  | Abstentions    | 19 840 | 33,75  |  |  |  |
| Votants        | Votants                      | Votants        | 38 945 | 66,25  |  |  |  |
| Blancs et nuls | Blancs et nuls               | Blancs et nuls | 544    | 1,4    |  |  |  |
| Exprimés       | Exprimés                     | Exprimés       | 38 401 | 98,6   |  |  |  |

Le suppléant de Robert Poujade était Baptiste Carminati, maire de Talant.

### Élections de 1993
|                | Robert Poujade sortant réélu | RPR (UPF)      | 20 201 | 50,72  |  |  |  |
|                | François Rebsamen            | PS (ADFP)      | 7 109  | 17,85  |  |  |  |
|                | Daniel Coussin               | FN             | 4 317  | 10,84  |  |  |  |
|                | Jean-Patrick Masson          | Les Verts (EÉ) | 4 108  | 10,32  |  |  |  |
|                | Claude Pinon                 | PCF            | 1 426  | 3,58   |  |  |  |
|                | Fabienne Freynet             | LT-LNÉ         | 1 141  | 2,87   |  |  |  |
|                | Jean-Pierre Cusey            | LO             | 534    | 1,34   |  |  |  |
|                | Yves Hollinger               | LCR            | 527    | 1,32   |  |  |  |
|                | Guy Berthier                 | PT             | 458    | 1,15   |  |  |  |
|                | Sylvie Larue                 | Divers         | 4      | 0,01   |  |  |  |
|                |                              |                |        |        |  |  |  |
| Inscrits       | Inscrits                     | Inscrits       | 60 922 | 100,00 |  |  |  |
| Abstentions    | Abstentions                  | Abstentions    | 18 757 | 30,79  |  |  |  |
| Votants        | Votants                      | Votants        | 42 165 | 69,21  |  |  |  |
| Blancs et nuls | Blancs et nuls               | Blancs et nuls | 2 340  | 5,55   |  |  |  |
| Exprimés       | Exprimés                     | Exprimés       | 39 825 | 94,45  |  |  |  |

Le suppléant de Robert Poujade était Baptiste Carminati.

### Élections de 1997
| Candidat       | Candidat                     | Parti          | Premier tour | Premier tour | Second tour | Second tour |  |
| Candidat       | Candidat                     | Parti          | Voix         | %            | Voix        | %           |  |
| -------------- | ---------------------------- | -------------- | ------------ | ------------ | ----------- | ----------- |  |
|                | Robert Poujade sortant réélu | RPR            | 11 847       | 29,28        | 22 651      | 53,64       |  |
|                | François Rebsamen            | PS             | 10 476       | 25,89        | 19 575      | 46,36       |  |
|                | François Thiériot            | FN             | 6 212        | 15,35        |             |             |  |
|                | Yves Japiot                  | Divers droite  | 3 111        | 7,69         |             |             |  |
|                | Christine Durnerin           | Les Verts      | 1 894        | 4,68         |             |             |  |
|                | Véronique Thyébault          | LDI (MPF)      | 1 587        | 3,92         |             |             |  |
|                | Christiane Porteret          | PCF            | 1 540        | 3,81         |             |             |  |
|                | Paul Zylberberg              | GÉ             | 865          | 2,14         |             |             |  |
|                | Christian Coste              | LO             | 787          | 1,95         |             |             |  |
|                | Jean-Patrick Masson          | MÉI            | 475          | 1,17         |             |             |  |
|                | Bruno Vantorre               | US4J           | 440          | 1,09         |             |             |  |
|                | Philippe Péchoux             | SÉGA           | 343          | 0,85         |             |             |  |
|                | Jean-Claude Cinquin          | LCR            | 327          | 0,81         |             |             |  |
|                | Christian Georget            | Divers droite  | 304          | 0,75         |             |             |  |
|                | René Carruge                 | PT             | 249          | 0,62         |             |             |  |
|                | Joseph Devalière             | Divers         | 0            | 0            |             |             |  |
|                |                              |                |              |              |             |             |  |
| Inscrits       | Inscrits                     | Inscrits       | 62 342       | 100,00       | 62 342      | 100,00      |  |
| Abstentions    | Abstentions                  | Abstentions    | 20 296       | 32,56        | 17 719      | 28,42       |  |
| Votants        | Votants                      | Votants        | 42 046       | 67,44        | 44 623      | 71,58       |  |
| Blancs et nuls | Blancs et nuls               | Blancs et nuls | 1 589        | 3,78         | 2 397       | 5,37        |  |
| Exprimés       | Exprimés                     | Exprimés       | 40 457       | 96,22        | 42 226      | 94,63       |  |

Le suppléant de Robert Poujade était Bernard Depierre, consultant, conseiller général du canton de Dijon-7, adjoint au maire de Dijon.

### Élections de 2002
| Candidat       | Candidat             | Parti                      | Premier tour | Premier tour | Second tour | Second tour |  |
| Candidat       | Candidat             | Parti                      | Voix         | %            | Voix        | %           |  |
| -------------- | -------------------- | -------------------------- | ------------ | ------------ | ----------- | ----------- |  |
|                | François Rebsamen    | PS                         | 15 934       | 36,71        | 19 235      | 47,26       |  |
|                | Bernard Depierre élu | UMP                        | 15 334       | 35,32        | 21 465      | 52,74       |  |
|                | Stéphanie Terrade    | FN                         | 4 202        | 9,68         |             |             |  |
|                | Yves Japiot          | Divers droite (Maj. prés.) | 2 991        | 6,89         |             |             |  |
|                | Jean-Pierre Favre    | Divers droite              | 1 117        | 2,57         |             |             |  |
|                | Christophe Baur      | Les Verts                  | 842          | 1,94         |             |             |  |
|                | Joël Mekhantar       | Pôle républicain           | 650          | 1,5          |             |             |  |
|                | Véronique Thyébault  | RPF                        | 464          | 1,07         |             |             |  |
|                | Sylvie Blandin       | MÉI                        | 327          | 0,75         |             |             |  |
|                | Pierre Campagnac     | LCR                        | 301          | 0,69         |             |             |  |
|                | Christian Coste      | LO                         | 293          | 0,67         |             |             |  |
|                | François Thiériot    | MNR                        | 243          | 0,56         |             |             |  |
|                | Julie Caron          | MPF                        | 145          | 0,33         |             |             |  |
|                | Alain Bony           | PT                         | 142          | 0,33         |             |             |  |
|                | Josette Gard         | CPNT                       | 142          | 0,33         |             |             |  |
|                | Aline Fréchin        | GÉ                         | 108          | 0,25         |             |             |  |
|                | Didier Loisel        | Divers                     | 59           | 0,14         |             |             |  |
|                | Daniel Gattefosse    | IR                         | 51           | 0,12         |             |             |  |
|                | Simon Renaud         | Divers                     | 45           | 0,1          |             |             |  |
|                | Gilbert Menut        | UDF                        | 12           | 0,03         |             |             |  |
|                | Frédéric Galle       | Divers droite              | 8            | 0,02         |             |             |  |
|                |                      |                            |              |              |             |             |  |
| Inscrits       | Inscrits             | Inscrits                   | 63 487       | 100,00       | 63 487      | 100,00      |  |
| Abstentions    | Abstentions          | Abstentions                | 19 464       | 30,66        | 21 622      | 34,06       |  |
| Votants        | Votants              | Votants                    | 44 023       | 69,34        | 41 865      | 65,94       |  |
| Blancs et nuls | Blancs et nuls       | Blancs et nuls             | 613          | 1,39         | 1 165       | 2,78        |  |
| Exprimés       | Exprimés             | Exprimés                   | 43 410       | 98,61        | 40 700      | 97,22       |  |

La suppléante de Bernard Depierre était Danielle Juban, de Dijon.
Gilbert Menut, maire de Talant, s'était retiré du scrutin.

### Élections de 2007
| Candidat       | Candidat                       | Parti          | Premier tour | Premier tour | Second tour | Second tour |  |
| Candidat       | Candidat                       | Parti          | Voix         | %            | Voix        | %           |  |
| -------------- | ------------------------------ | -------------- | ------------ | ------------ | ----------- | ----------- |  |
|                | Bernard Depierre sortant réélu | UMP            | 20 502       | 48,17        | 22 393      | 55,44       |  |
|                | Françoise Tenenbaum            | PS             | 11 803       | 27,73        | 18 000      | 44,56       |  |
|                | Dominique Grimpret             | UDF–MoDem      | 3 693        | 8,68         |             |             |  |
|                | Philippe Hervieu               | Les Verts      | 1 554        | 3,65         |             |             |  |
|                | Annie Robert                   | FN             | 1 254        | 2,95         |             |             |  |
|                | Caroline Vigneron              | LCR            | 1 026        | 2,41         |             |             |  |
|                | Najate Haie                    | PCF            | 949          | 2,23         |             |             |  |
|                | Richard Vuillien               | MPF            | 517          | 1,21         |             |             |  |
|                | Sylvie Blandin                 | MÉI            | 461          | 1,08         |             |             |  |
|                | Christiane Estève              | Divers         | 355          | 0,83         |             |             |  |
|                | Christian Coste                | LO             | 277          | 0,65         |             |             |  |
|                | Marie-Paule Gros               | MNR            | 172          | 0,4          |             |             |  |
|                |                                |                |              |              |             |             |  |
| Inscrits       | Inscrits                       | Inscrits       | 67 218       | 100,00       | 67 227      | 100,00      |  |
| Abstentions    | Abstentions                    | Abstentions    | 24 202       | 36,01        | 25 703      | 38,23       |  |
| Votants        | Votants                        | Votants        | 43 016       | 63,99        | 41 524      | 61,77       |  |
| Blancs et nuls | Blancs et nuls                 | Blancs et nuls | 453          | 1,05         | 1 131       | 2,72        |  |
| Exprimés       | Exprimés                       | Exprimés       | 42 563       | 98,95        | 40 393      | 97,28       |  |

La suppléante de Bernard Depierre était Danielle Juban.

### Élections de 2012
| Candidat       | Candidat                   | Parti                   | Premier tour | Premier tour | Second tour | Second tour |  |
| Candidat       | Candidat                   | Parti                   | Voix         | %            | Voix        | %           |  |
| -------------- | -------------------------- | ----------------------- | ------------ | ------------ | ----------- | ----------- |  |
|                | Laurent Grandguillaume élu | PS (MRC)                | 16 907       | 39,95        | 21 395      | 52,33       |  |
|                | Bernard Depierre sortant   | UMP                     | 15 559       | 36,76        | 19 489      | 47,67       |  |
|                | Vanessa Langlet            | RBM (FN)                | 4 891        | 11,56        |             |             |  |
|                | Martine Lepeule            | FG (PG) (Divers gauche) | 1 733        | 4,09         |             |             |  |
|                | Stéphanie Modde            | EÉLV (MÉI)              | 1 549        | 3,66         |             |             |  |
|                | Marien Lovichi             | CpF (MoDem)             | 1 027        | 2,43         |             |             |  |
|                | Christiane Estève          | AÉI                     | 358          | 0,85         |             |             |  |
|                | René Béancourt             | POI                     | 153          | 0,36         |             |             |  |
|                | Christian Coste            | LO                      | 148          | 0,35         |             |             |  |
|                |                            |                         |              |              |             |             |  |
| Inscrits       | Inscrits                   | Inscrits                | 67 638       | 100,00       | 67 637      | 100,00      |  |
| Abstentions    | Abstentions                | Abstentions             | 24 869       | 36,77        | 25 710      | 38,01       |  |
| Votants        | Votants                    | Votants                 | 42 769       | 63,23        | 41 927      | 61,99       |  |
| Blancs et nuls | Blancs et nuls             | Blancs et nuls          | 444          | 1,04         | 1 043       | 2,49        |  |
| Exprimés       | Exprimés                   | Exprimés                | 42 325       | 98,96        | 40 884      | 97,51       |  |

La suppléante de Laurent Grandguillaume était Céline Maglica, professeure de lettres, de Plombières-lès-Dijon.

### Élections de 2017
|                                                                              |                                                                       |                           |                           |                          |                          |
|                                                                              |                                                                       | Premier tour 11 juin 2017 | Premier tour 11 juin 2017 | Second tour 18 juin 2017 | Second tour 18 juin 2017 |
|                                                                              |                                                                       |                           |                           |                          |                          |
|                                                                              |                                                                       | Nombre                    | % des inscrits            | Nombre                   | % des inscrits           |
| Inscrits                                                                     | Inscrits                                                              | 68 469                    | 100,00                    | 68 463                   | 100,00                   |
| Abstentions                                                                  | Abstentions                                                           | 30 574                    | 44,65                     | 36 511                   | 53,33                    |
| Votants                                                                      | Votants                                                               | 37 895                    | 55,35                     | 31 952                   | 46,67                    |
|                                                                              |                                                                       |                           | % des votants             |                          | % des votants            |
| Bulletins blancs                                                             | Bulletins blancs                                                      | 412                       | 1,09                      | 2 871                    | 8,99                     |
| Bulletins nuls                                                               | Bulletins nuls                                                        | 145                       | 0,38                      | 877                      | 2,74                     |
| Suffrages exprimés                                                           | Suffrages exprimés                                                    | 37 338                    | 98,53                     | 28 204                   | 88,27                    |
|                                                                              |                                                                       |                           |                           |                          |                          |
| Candidat Étiquette politique (partis et alliances)                           | Candidat Étiquette politique (partis et alliances)                    | Voix                      | % des exprimés            | Voix                     | % des exprimés           |
|                                                                              |                                                                       |                           |                           |                          |                          |
|                                                                              | Didier Martin La République en marche                                 | 13 446                    | 36,01                     | 15 269                   | 54,14                    |
|                                                                              | François-Xavier Dugourd Divers droite (Les Républicains diss.)        | 4 863                     | 13,02                     | 12 935                   | 45,86                    |
|                                                                              | Anne Erschens Les Républicains (Union des démocrates et indépendants) | 4 084                     | 10,94                     |                          |                          |
|                                                                              | Arnaud Guvenatam La France insoumise                                  | 3 991                     | 10,69                     |                          |                          |
|                                                                              | Isabelle Delyon Front national                                        | 3 539                     | 9,48                      |                          |                          |
|                                                                              | Sladana Zivkovic Parti socialiste                                     | 3 129                     | 8,38                      |                          |                          |
|                                                                              | Olivier Muller Europe Écologie Les Verts                              | 1 540                     | 4,12                      |                          |                          |
|                                                                              | Ghislaine Fallet Parti animaliste                                     | 530                       | 1,42                      |                          |                          |
|                                                                              | Marie Poinsel Parti communiste français                               | 530                       | 1,42                      |                          |                          |
|                                                                              | Christiane Estève Écologiste (Mouvement 100 %)                        | 490                       | 1,31                      |                          |                          |
|                                                                              | Massar N'diaye Divers gauche                                          | 466                       | 1,25                      |                          |                          |
|                                                                              | Patrick Delezenne Union populaire républicaine                        | 217                       | 0,58                      |                          |                          |
|                                                                              | Christian Marchet Lutte ouvrière                                      | 181                       | 0,48                      |                          |                          |
|                                                                              | Fatima Arji Debout la France                                          | 122                       | 0,33                      |                          |                          |
|                                                                              | Domitille de Bronac Divers droite                                     | 78                        | 0,21                      |                          |                          |
|                                                                              | Delhia Havot Divers gauche                                            | 78                        | 0,21                      |                          |                          |
|                                                                              | Yasmin Kaya Parti égalité et justice                                  | 54                        | 0,14                      |                          |                          |
| Source : Ministère de l'Intérieur - Première circonscription de la Côte-d'Or |                                                                       |                           |                           |                          |                          |

La suppléante de Didier Martin était Laurence Guillet, chargée de mission "égalité filles-garçons et lutte contre les discriminations" au rectorat d'académie de Dijon.

### Élections de 2022
| Résultats des élections législatives des 12 et 19 juin 2022 de la 1re circonscription de Côte-d'Or |                          |                          |                          |              |              |             |             |
| Candidat                                                                                           | Candidat                 | Parti et coalition       | Nuance                   | Premier tour | Premier tour | Second tour | Second tour |
| Candidat                                                                                           | Candidat                 | Parti et coalition       | Nuance                   | Voix         | %            | Voix        | %           |
| | Didier Martin            | LREM (ENS)               | ENS                      | 11 622       | 31,16        | 19 473      | 58,03       |
| | Antoine Peillon          | LFI (NUPES)              | NUP                      | 9 558        | 25,63        | 14 085      | 41,97       |
| | François-Xavier Dugourd  | LR                       | LR                       | 5 521        | 14,80        |             |             |
| | Grâce Jourdier           | RN                       | RN                       | 4 558        | 12,22        |             |             |
| | Sladana Zivkovic         | PS diss. (PRG)           | DVG                      | 2 959        | 7,93         |             |             |
| | Ambrine Mohamed          | REC                      | REC                      | 1 599        | 4,29         |             |             |
| | Manon Bourguignon        | LP (UPF)                 | DSV                      | 574          | 1,54         |             |             |
| | Franck Ayache            | UDI                      | UDI                      | 386          | 1,03         |             |             |
| | Julien Thévenin          | LO                       | DXG                      | 256          | 0,69         |             |             |
| | Amar Titraoui            | H diss.                  | DVC                      | 161          | 0,43         |             |             |
| | Dominique Gros           | POID                     | DXG                      | 105          | 0,28         |             |             |
| Votes valides                                                                                      | Votes valides            | Votes valides            | Votes valides            | 37 299       | 98,53        | 33 558      | 92,70       |
| Votes blancs                                                                                       | Votes blancs             | Votes blancs             | Votes blancs             | 424          | 1,12         | 2 026       | 5,60        |
| Votes nuls                                                                                         | Votes nuls               | Votes nuls               | Votes nuls               | 133          | 0,35         | 616         | 1,70        |
| Total                                                                                              | Total                    | Total                    | Total                    | 37 856       | 100          | 36 200      | 100         |
| Abstention                                                                                         | Abstention               | Abstention               | Abstention               | 32 512       | 46,20        | 34 169      | 48,56       |
| Inscrits / participation                                                                           | Inscrits / participation | Inscrits / participation | Inscrits / participation | 70 368       | 53,80        | 70 369      | 51,44       |

La suppléante de Didier Martin était Catherine Refait-Alexandre, professeure des universités en économie, conseillère municipal de Fontaine-lès-Dijon.

### Élections de 2024
| Candidat                 | Candidat                 | Parti et coalition       | Nuance                   | Premier tour | Premier tour | Second tour | Second tour |
| Candidat                 | Candidat                 | Parti et coalition       | Nuance                   | Voix         | %            | Voix        | %           |
| ------------------------ | ------------------------ | ------------------------ | ------------------------ | ------------ | ------------ | ----------- | ----------- |
|                          | Océane Godard            | PS (NFP)                 | UG                       | 14 679       | 29,16        | 18 716      | 37,15       |
|                          | Didier Martin            | RE (ENS)                 | ENS                      | 13 830       | 27,48        | 17 314      | 34,36       |
|                          | Cyline Humblot-Cornille  | RN                       | RN                       | 12 969       | 25,77        | 14 356      | 28,49       |
|                          | François-Xavier Dugourd  | LR - NÉ                  | LR                       | 6 126        | 12,17        |             |             |
|                          | Sladana Zivkovic         | PP diss.                 | DVG                      | 2 232        | 4,43         |             |             |
|                          | Julien Thévenin          | LO                       | EXG                      | 497          | 0,99         |             |             |
|                          |                          |                          |                          |              |              |             |             |
| Suffrages exprimés       | Suffrages exprimés       | Suffrages exprimés       | Suffrages exprimés       | 50 333       | 98,22        | 50 386      | 97,34       |
| Votes blancs             | Votes blancs             | Votes blancs             | Votes blancs             | 657          | 1,28         | 1 081       | 2,09        |
| Votes nuls               | Votes nuls               | Votes nuls               | Votes nuls               | 255          | 0,50         | 298         | 0,58        |
| Total                    | Total                    | Total                    | Total                    | 51 245       | 100          | 51 765      | 100         |
| Abstention               | Abstention               | Abstention               | Abstention               | 19 250       | 27,31        | 18 746      | 26,59       |
| Inscrits / participation | Inscrits / participation | Inscrits / participation | Inscrits / participation | 70 495       | 72,69        | 70 511      | 73,41       |

Le suppléant d'Océane Godard est Stéphane Woynaroski, enseignant en biologie-écologie, conseiller régional de Bourgogne-Franche-Comté, conseiller municipal de Talant.

#### Département de la Côte-d'Or
- La fiche de l'INSEE de cette circonscription : « Tableaux et Analyses de la première circonscription de la Côte-d'Or », sur insee.fr, site de l'Institut national de la statistique et des études économiques (consulté le 10 juin 2007) [PDF]
- « Tous les députés du département de la Côte-d'Or depuis 1789 », sur assemblee-nationale.fr, site de l'Assemblée nationale française (consulté le 10 juin 2007)
- « Informations contentieuses sur le département de la Côte-d'Or (Élections législatives de 2002) »(Archive.org • Wikiwix • Archive.is • Google • Que faire ?), sur conseil-constitutionnel.fr, site du Conseil constitutionnel (consulté le 13 juin 2007)

#### Circonscriptions en France
- « Carte des circonscriptions législatives en France », sur assemblee-nationale.fr, site de l'Assemblée nationale française (consulté le 20 juin 2007)
- « Résultats électoraux officiels en France »(Archive.org • Wikiwix • Archive.is • Google • Que faire ?), sur interieur.gouv.fr, site du ministère de l'Intérieur (France) (consulté le 13 juin 2007)
- Description et Atlas des circonscriptions électorales de France sur http://www.atlaspol.com, Atlaspol, site de cartographie géopolitique, consulté le 13 juin 2007.